# ズグロトサカゲリ
ズグロトサカゲリ（頭黒鶏冠鳧、Vanellus miles）は、チドリ目チドリ科タゲリ属に分類される鳥類。

## 分布
オーストラリア、ニュージーランドに分布する。

## 形態
全長約35-38cm。
頭部の黄色のマスクが非常によく目立つ。翼角に黄色い小さな爪がある。

## 生態
海岸や農耕地に生息するが、市街地でも普通にみられる。芝生を歩き回っていることが多く、駐車場や公園に巣をつくることがある。
「ケッケッ」という特徴的な声で鳴き、威嚇する。

## 保全状態評価
LEAST CONCERN (IUCN Red List Ver. 3.1 (2001))

## 画像

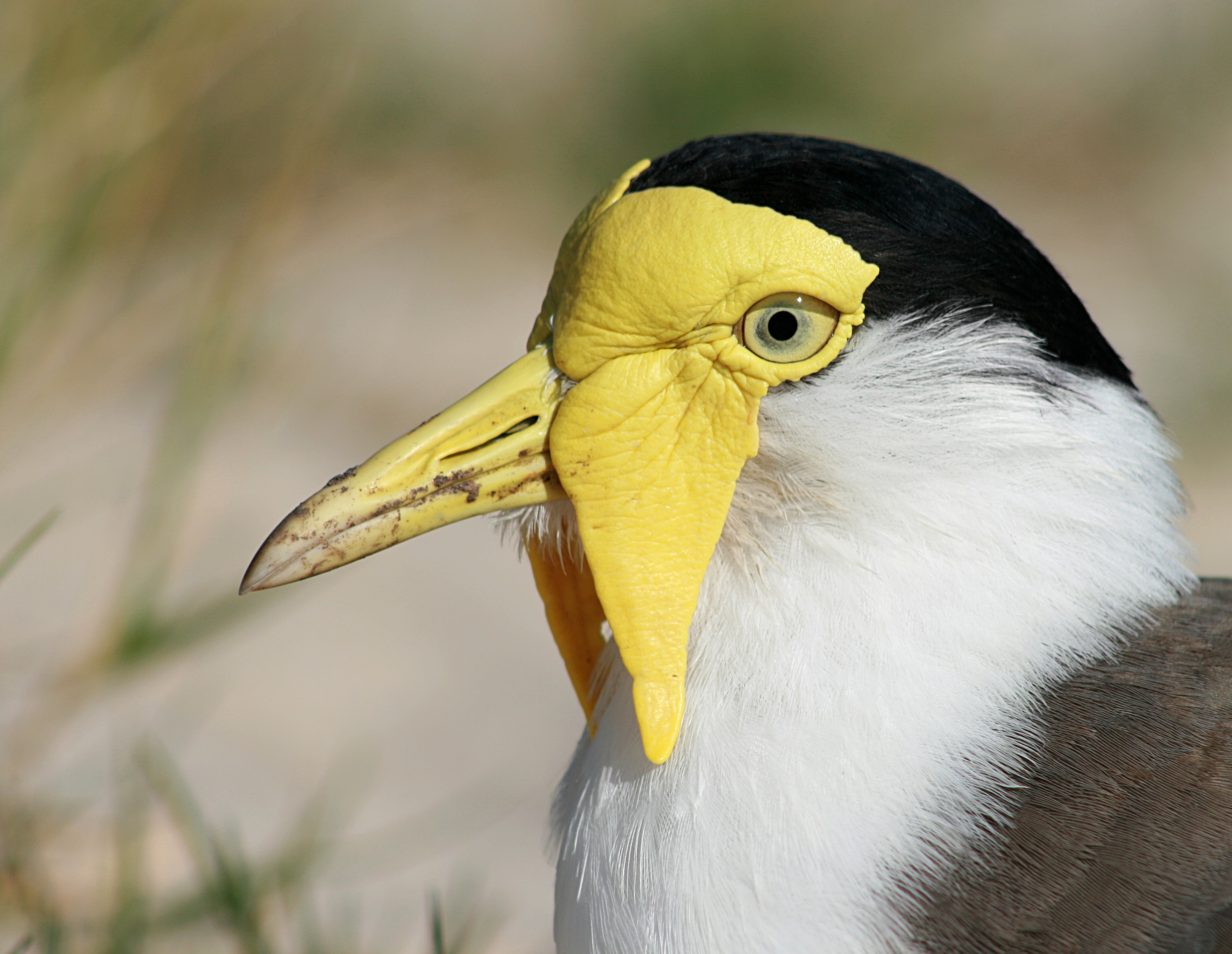
頭部
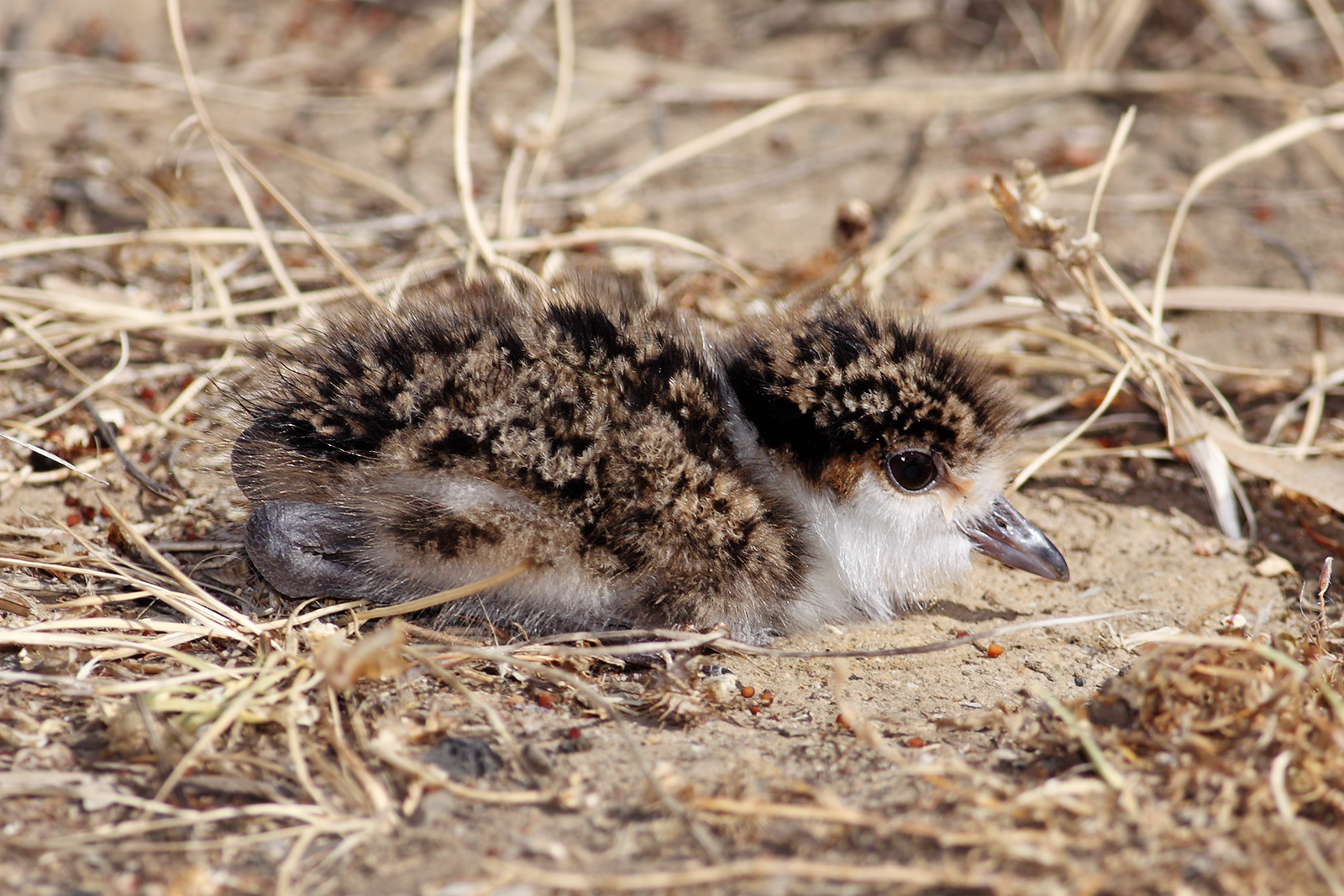
ひな
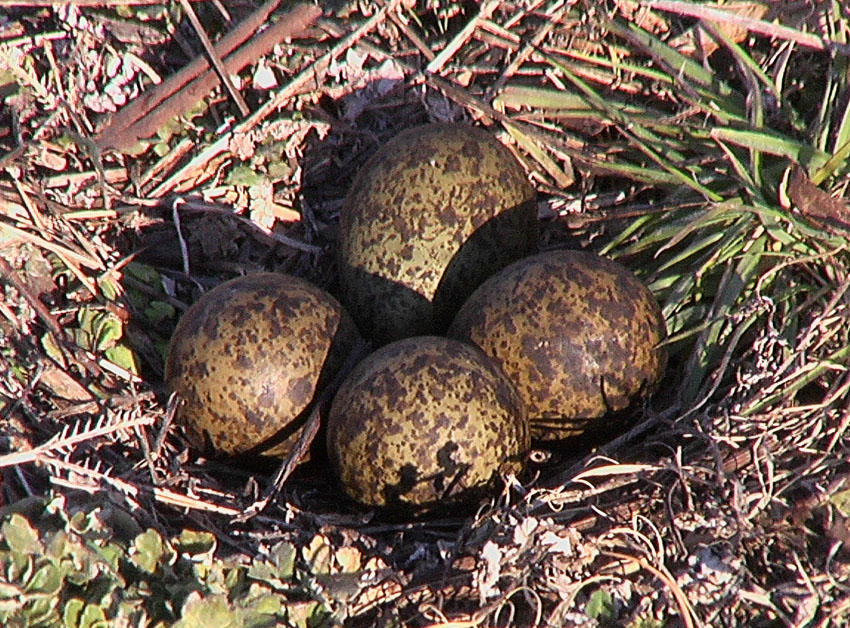
卵